# Charron (Charente-Maritime)
Charron is een gemeente in het Franse departement Charente-Maritime (regio Nouvelle-Aquitaine). De plaats maakt deel uit van het arrondissement La Rochelle. Charron telde op 1 januari 2022 2.014 inwoners.

## Geografie
De oppervlakte van Charron bedroeg op 1 januari 2022 37,54 vierkante kilometer; de bevolkingsdichtheid was toen 53,6 inwoners per km².
De onderstaande kaart toont de ligging van Charron met de belangrijkste infrastructuur en aangrenzende gemeenten.

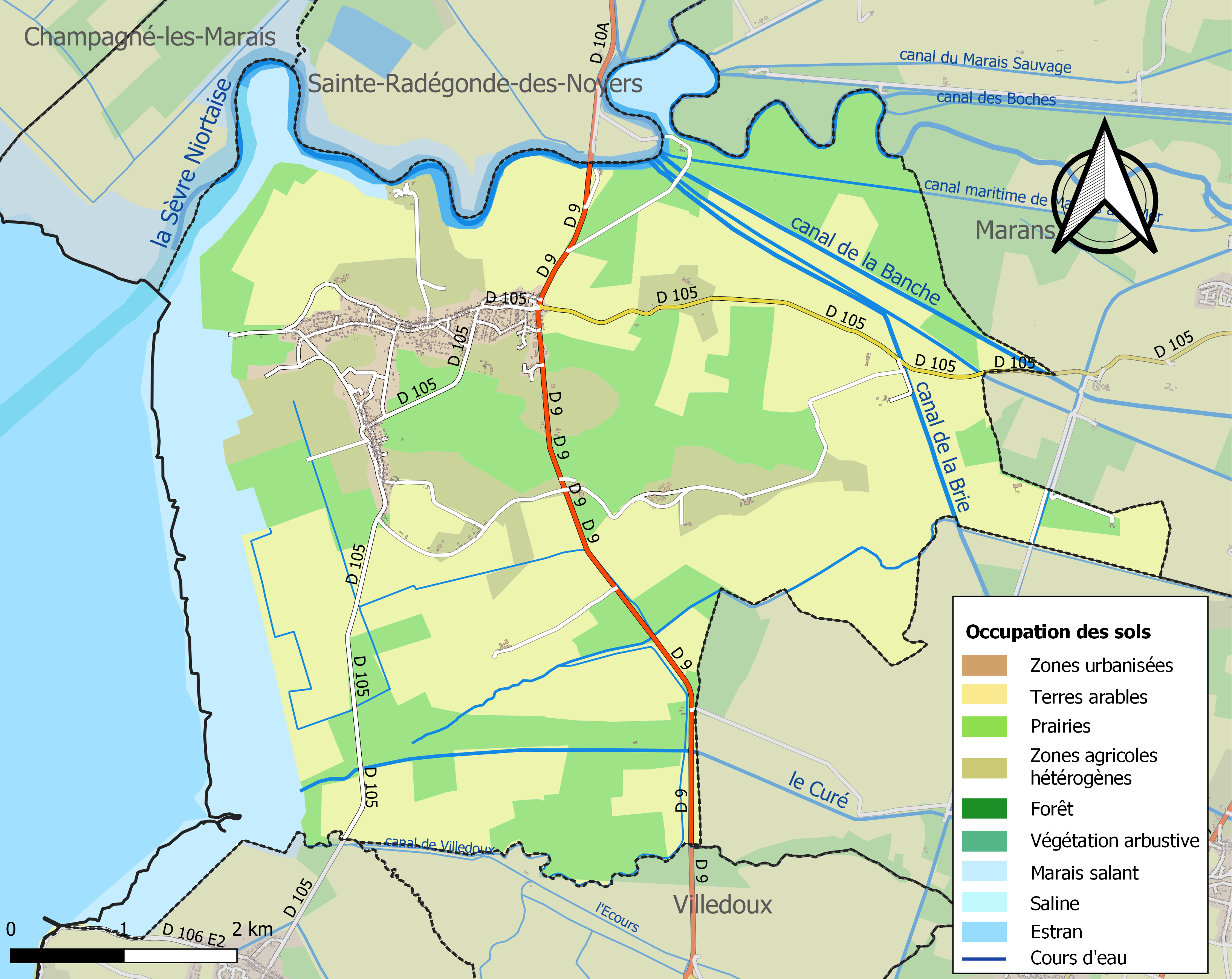

## Demografie
Onderstaande figuur toont het verloop van het inwonertal (bron: INSEE-tellingen).